# Carlos Washington Rivero
Carlos Washington Rivero (San Juan, Argentina; 29 de octubre de 1957) es un músico, autor, compositor y docente musical argentino.
Nació en la ciudad de San Juan, capital de la provincia homónima (Argentina), desarrollando desde hace varios años una intensa actividad profesional como percusionista folclórico, en su currículum vítae es de notar que cursó parte de sus estudios en el porteño Conservatorio Municipal Manuel de Falla.
Algunos de los artistas con quienes realizó giras, actuaciones y grabaciones, figuran: Los Andariegos, Manolo Juárez, Los Chalchaleros, Suna Rocha,
Jaime Torres, Leda Valladares, Jairo, Facundo Saravia, entre otros.
Escribió obras de cámara para percusión, entre las cuales se destaca:
Hunuc Huar,(obra para flauta traversa, violonchelo y percusión), estrenada en el auditorio de L.R.A.1 Radio Nacional.
En 1995, recibió el premio Mención Trimarg, entregado por el Consejo Argentino de la Música auspiciado por la Unesco, en el género proyección folclórica.
En 2002 recibió la beca nacional “Fondo Nacional de las Artes” en la especialidad: expresiones folclóricas.
En 2004 editó su libro “Bombo legüero y "Percusión folclórica argentina”.
Tocó en el festival Mardel Jazz, junto al guitarrista griego Andreas Geogiu y el percusionista brasileño Eliézer Freitas Santos en la Sala Martín Coronado del Teatro General San Martín de la Ciudad Autónoma de Buenos Aires.
Realizó grabaciones con el bajista César Franov y el guitarrista Quique Sinesi, realizando giras por el interior del país.
Tocó en dúo junto al guitarrista José Saluzzi, e integró el trío de percusión étnica con Marcelo García y Facundo Guevara.
Fue invitado por el grupo de rock, “Divididos”, al concierto del Parque Sarmiento de la ciudad de Buenos Aires y grabó con la “Bersuit Vergarabat” en el disco “La argentinidad al palo”, compartiendo el escenario del estadio de River y el Luna Park también de la ciudad de Buenos Aires.
Desde 1987 es profesor titular dentro del área folclore en la Escuela de Música Popular de Avellaneda, realizando "clínicas" y cursos por todo el país sobre: “Apreciación del lenguaje folclórico musical” y “Bombo legüero, percusión folclórica argentina”